# Cæcilie Trier
Cæcilie Trier er en dansk musiker og cellist. Hun er mest kendt for sin rolle i bandet Choir of Young Believers, hvor hun spiller cello og synger backing vocals. Desuden er hun medlem af grupperne Chimes & Bells, Valby Vokalgruppe og den nu opløste Le Fiasko. Hun er vinder af Ken Gudman Prisen 2011.
Hun er datter af guitaristen Lars Trier.

## CTM
CTM er hendes musikalske hovedprojekt. Den første udgivelse med CTM var EPen Variations, som udkom på det danske pladeselskab Tambourhinoceros d. 5. november, 2012. Singlen "Jewel" lå på Det Elektriske Barometer i 5 uger og kom siden i rotation på DRs radiokanal P6 Beat.

## Diskografi
- Jewel (2012)
- Variations (EP) (2012)
- Suite for a Young Girl (2016)
- Red Dragon (2016)
- Celeste (2021)
- Babygirl (2022)
- Vind (2023)

Cæcilie Trier har også spillet i andre danske grupper såsom Choir of Young Believers, Chimes & Bells og Valby Vokalgruppe.